# SEAT Ibiza
De SEAT Ibiza is een compacte hatchback van het Spaanse automerk Seat die sinds 1984 op de markt is en welke zorgt voor veertig procent van de verkopen van dit merk. De Ibiza telt sinds 2017 vijf generaties. Sinds 1994 is er ook een sedan-versie van de Ibiza: de Seat Córdoba, al is deze voor de generatie vanaf 2008 nog niet aangekondigd.

## Eerste generatie (1984 - 1993)

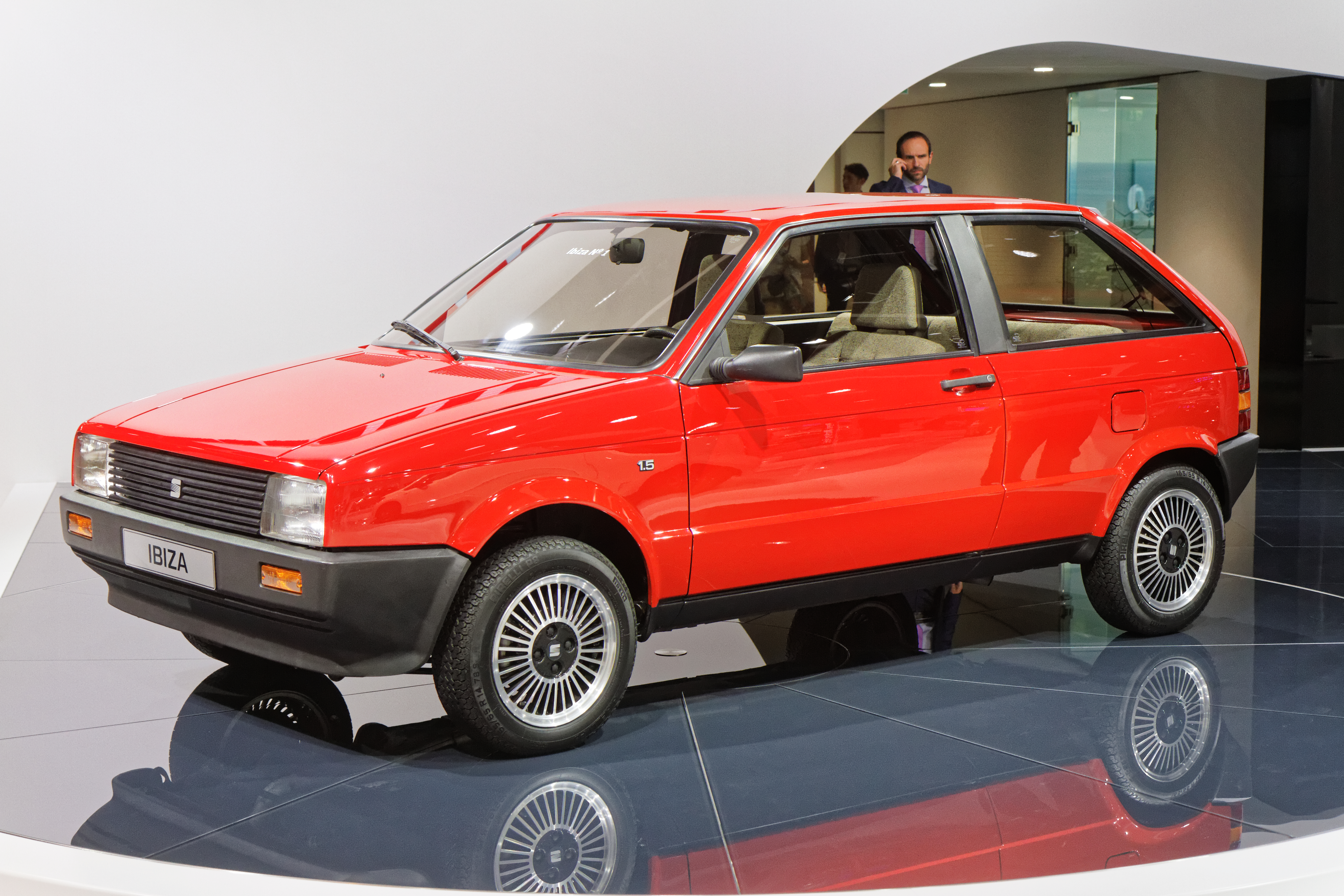
Seat Ibiza eerste generatie

De eerste generatie van de Seat Ibiza kwam op de markt in april 1984 en was te verkrijgen met een 1.2 l 63 pk en een 1.5 l 85 pk System Porsche carburateur benzinemotor en een 1.7 l dieselmotor. Er waren zes series: LE, L, GL, GLX, SX en vanaf juni 1988 de sportversie van 100 pk, de SXI met een 1,5 liter System Porsche injectiemotor. In 1985 werd het gamma uitgebreid met een 900cc carburateur benzinemotor. In 1991 onderging het model een facelift genaamd New Style, met rondere bumpers en knipperlichten naast de koplampen en benzine injectie mmotoren van 1.3 l en 1.7 l. Deze versie bleef tot juni 1993 in productie. De benzinemotoren waren in samenwerking met Porsche ontwikkeld, vandaar de aanduiding "System Porsche'.
In deze tijd waren de Seat modellen sterk op Fiat georiënteerd, zoals de Ibiza-voorganger Seat Fura die gebaseerd was op de Fiat 127, de Seat Marbella welke was gebaseerd op de Fiat Panda, de Seat Malaga die verwant was aan de Fiat Regata en de Seat Ronda, die op zijn beurt was afgeleid van de Fiat Ritmo.

## Tweede generatie (1993 – 2002) Type 6K en 6k2
De tweede generatie van de Ibiza kwam op de markt in juni 1993. Dit model kreeg nieuwe motoren, namelijk een 1.3, 1.6, en 1.8 benzinemotor, een 2.0 GTI en een 1.9 dieselmotor. Er waren drie series: CL, CLX, GLX. In 1994 werden de motoren opnieuw gewijzigd. De 1.3 werd vervangen door een 1.4 benzinemotor en 1.9 diesel werd een turbodiesel versie. Omstreeks 1995 is er ook een sport-versie van de Ibiza op de markt gebracht, uitgerust met een ander type motor en uiterlijk. Deze S-versie kenmerkte zich door de opvallende stootstrip op de bumpers en het sportieve interieur. Dit interieur werd uitgerust met sportieve stoelen waarop de "S" geborduurd stond. De sportversie was ook wat lager door de uitrusting van een sportonderstel.
Het model onderging in 1996 een kleine facelift. De licht aangepaste auto werd uitgerust met een 1.0, 1.4, 1.6, 1.8 benzinemotor, 2.0 GT, een 2.0 16V GTi en verder een 1.9 D, SDI en TDI. Er waren zes versies: Conga, Copa, S, SXE, Slalom en Cupra. In 1997 verdwenen Conga en Copa opnieuw, en in 1998 de in 1997 op de markt gebrachte versies E, SE.

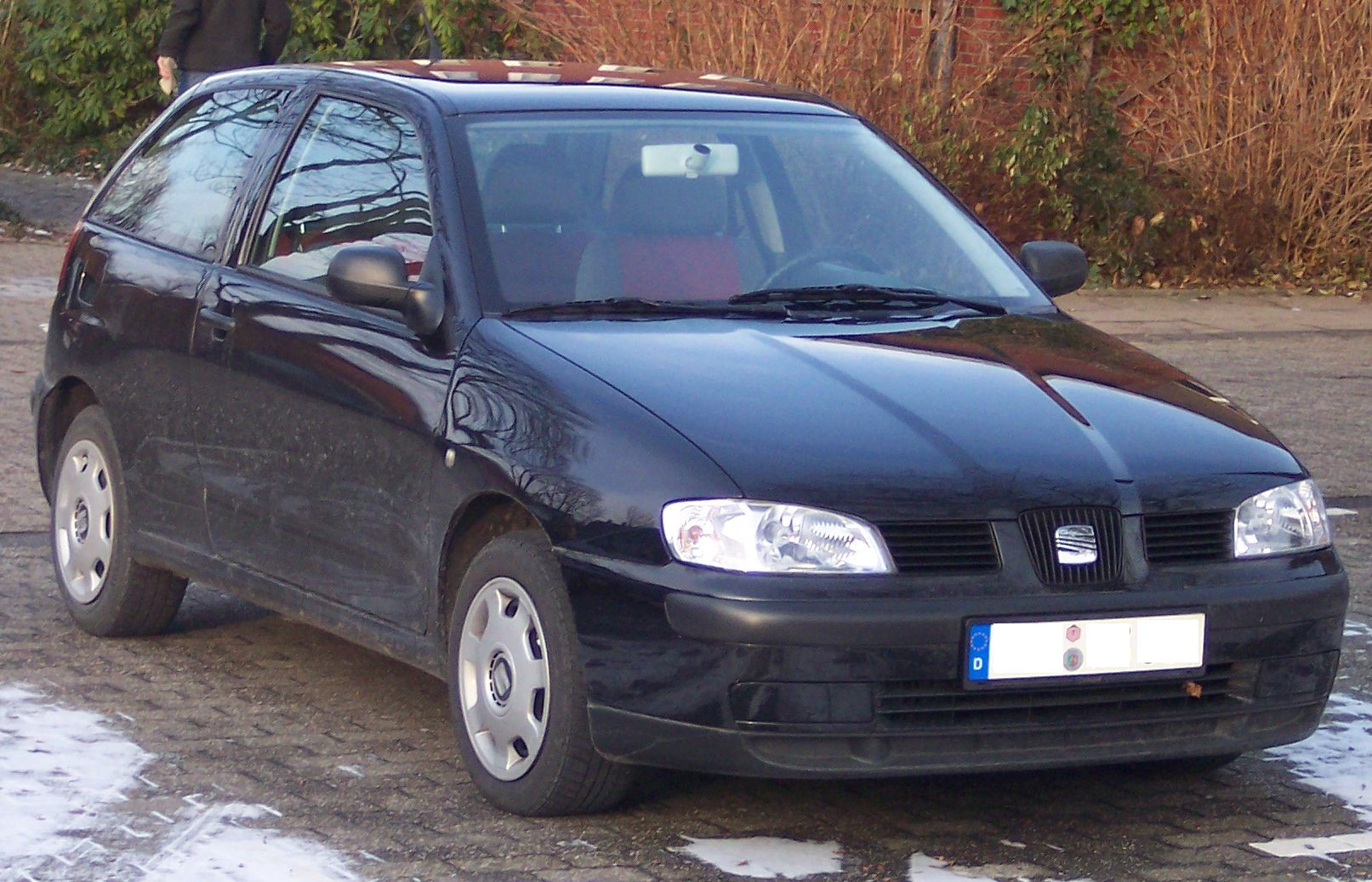
Tweede generatie na de facelift van 1999

In 1999 onderging de tweede generatie een grotere facelift, waarbij onder meer de neus van de auto veranderde. De nieuwe versie kon worden uitgerust met een 1.4, 1.6 of 1.8 benzinemotor en een 1.9 SDI of TDI. In 2000 kwam er een 1.4 16v en 1.6 met 100 pk bij. Er waren acht versies; Select, Stella, Stella +, Signo, S, Sport, Cupra, Cupra R. De Cupra-versies waren alleen leverbaar als driedeurs. Van de Cupra R werden slechts tweehonderd exemplaren gebouwd. De Cupra R werd deels gebouwd op afdeling van Seat Sport. In 2002 stopte de productie.

### Motoren
Benzine
| Type          | Motor     | Motor     | Motor   | Vermogen | Koppel | Jaartal     |
| Type          | Inhoud    | Cilinders | Kleppen | Vermogen | Koppel | Jaartal     |
| ------------- | --------- | --------- | ------- | -------- | ------ | ----------- |
| 1.0           | 999 cm³   | 4-in-lijn | 8V      | 50 pk    | 86 Nm  | 1996 - 2002 |
| 1.05          | 1.043 cm³ | 4-in-lijn | 8V      | 45 pk    | 76 Nm  | 1993 - 1996 |
| 1.3           | 1.272 cm³ | 4-in-lijn | 8V      | 54 pk    | 95 Nm  | 1993 - 1994 |
| 1.4           | 1.391 cm³ | 4-in-lijn | 8V      | 60 pk    | 107 Nm | 1994 - 1995 |
| 1.4           | 1.390 cm³ | 4-in-lijn | 8V      | 60 pk    | 116 Nm | 1995 - 2002 |
| 1.4           | 1.390 cm³ | 4-in-lijn | 16V     | 75 pk    | 128 Nm | 1999 - 2002 |
| 1.4           | 1.390 cm³ | 4-in-lijn | 16V     | 100 pk   | 128 Nm | 1996 - 2002 |
| 1.6           | 1.598 cm³ | 4-in-lijn | 8V      | 75 pk    | 126 Nm | 1993 - 1995 |
| 1.6           | 1.595 cm³ | 4-in-lijn | 8V      | 75 pk    | 126 Nm | 1995 - 1997 |
| 1.6           | 1.598 cm³ | 4-in-lijn | 8V      | 75 pk    | 135 Nm | 1997 - 2000 |
| 1.6           | 1.595 cm³ | 4-in-lijn | 8V      | 100 pk   | 140 Nm | 1996 - 1999 |
| 1.6           | 1.595 cm³ | 4-in-lijn | 8V      | 100 pk   | 145 Nm | 1999 - 2002 |
| 1.8           | 1.781 cm³ | 4-in-lijn | 8V      | 90 pk    | 145 Nm | 1993 - 1997 |
| 1.8 GTI 16V   | 1.781 cm³ | 4-in-lijn | 16V     | 129 pk   | 165 Nm | 1994 - 1996 |
| 1.8 T CUPRA   | 1.781 cm³ | 4-in-lijn | 20V     | 156 pk   | 210 Nm | 1999 - 2002 |
| 1.8 T CUPRA R | 1.781 cm³ | 4-in-lijn | 20V     | 180 pk   | 235 Nm | 2001 - 2001 |
| 2.0 GTI       | 1.984 cm³ | 4-in-lijn | 8V      | 115 pk   | 166 Nm | 1993 - 1999 |
| 2.0 GTI 16V   | 1.984 cm³ | 4-in-lijn | 16V     | 150 pk   | 180 Nm | 1996 - 1999 |

Diesel
| Type    | Motor     | Motor     | Motor   | Vermogen | Koppel | Jaartal     |
| Type    | Inhoud    | Cilinders | Kleppen | Vermogen | Koppel | Jaartal     |
| ------- | --------- | --------- | ------- | -------- | ------ | ----------- |
| 1.9 D   | 1.896 cm³ | 4-in-lijn | 8V      | 64 pk    | 124 Nm | 1996 - 1999 |
| 1.9 D   | 1.896 cm³ | 4-in-lijn | 8V      | 68 pk    | 127 Nm | 1993 - 1996 |
| 1.9 SDI | 1.896 cm³ | 4-in-lijn | 8V      | 64 pk    | 125 Nm | 1996 - 1999 |
| 1.9 SDI | 1.896 cm³ | 4-in-lijn | 8V      | 68 pk    | 133 Nm | 1999 - 2002 |
| 1.9 TD  | 1.896 cm³ | 4-in-lijn | 8V      | 75 pk    | 150 Nm | 1993 - 1996 |
| 1.9 TDI | 1.896 cm³ | 4-in-lijn | 8V      | 90 pk    | 202 Nm | 1996        |
| 1.9 TDI | 1.896 cm³ | 4-in-lijn | 8V      | 90 pk    | 210 Nm | 1996 - 2002 |
| 1.9 TDI | 1.896 cm³ | 4-in-lijn | 8V      | 110 pk   | 235 Nm | 1996 - 2002 |

## Derde generatie (2002 - 2008) Type 6L

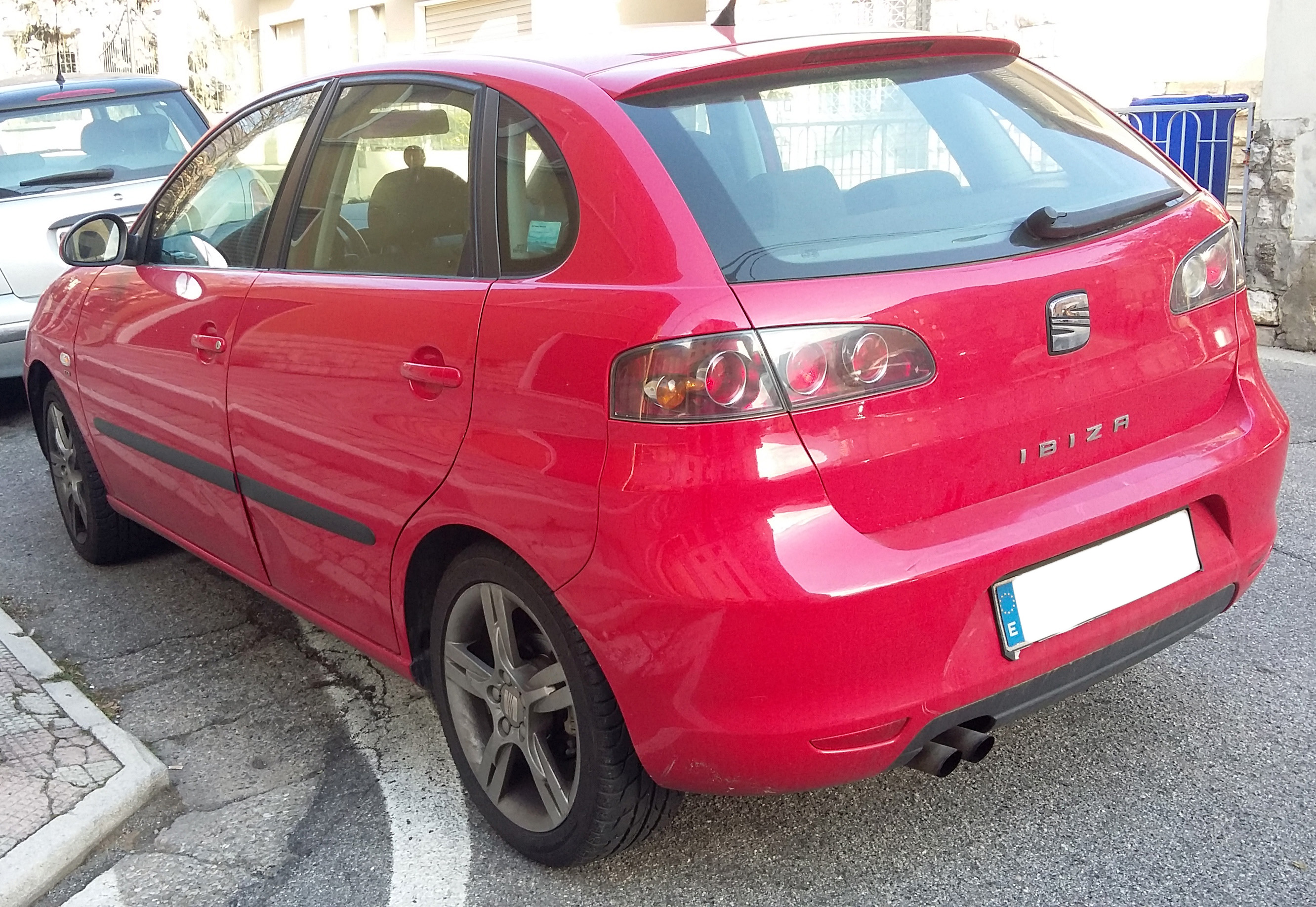
Derde generatie (2002 - 2008) Type 6L

De derde generatie van de Ibiza kwam op de markt in 2002. De 'volwassener' stijl moest ook andere groepen aanspreken dan de jongeren, die de voornaamste doelgroep waren van de vorige versie. De nieuwe versie kon worden uitgerust met een 1.2 of 1.4 benzinemotor en een 1.4 TDI, 1.9 TDI dieselmotor (van 101 tot 160 pk). In 2003 werd het model ook met een tweeliter benzinemotor verkrijgbaar. Tot 2004 waren de versies Stella en Signo verkrijgbaar en in 2005 ging de sport-versie eruit. Deze versies werden vervangen door Reference, Businessline, Stylance, FR en Cupra.
De derde Ibiza onderging in maart 2006 een kleine upgrade. Dat gebeurde om de Ibiza meer in lijn te laten lopen met zijn grotere broertjes Leon en Altea, en hem een sportiever uiterlijk te geven. De 1.9 SDI was sindsdien niet meer verkrijgbaar, wel de driecilinder 1.4 TDI van 70 pk en 80 pk en 1.9 TDI van 100, 130 en 160 pk. De versies waren: Selection, Reference, Sport, Stylance, Fr, Ecomotion en de Cupra. Ook bij de benzinemotoren waren er wijzigingen. De basismotor had 1.2 70 pk (tegenover 64 vroeger) en de 1.4 kon met 85 pk "pronken" (vroeger 75pk). De viertrapsautomaat moest het echter blijven stellen met de 75 pk-versie.

### Motoren
Benzine
| Type        | Motor     | Motor     | Motor   | Vermogen | Koppel | Jaartal     |
| Type        | Inhoud    | Cilinders | Kleppen | Vermogen | Koppel | Jaartal     |
| ----------- | --------- | --------- | ------- | -------- | ------ | ----------- |
| 1.2         | 1.198 cm³ | 3-in-lijn | 6V      | 54 pk    | 106 Nm | 2002 - 2007 |
| 1.2         | 1.198 cm³ | 3-in-lijn | 6V      | 60 pk    | 108 Nm | 2007 - 2008 |
| 1.2         | 1.198 cm³ | 3-in-lijn | 12V     | 64 pk    | 112 Nm | 2002 - 2005 |
| 1.2         | 1.198 cm³ | 3-in-lijn | 12V     | 70 pk    | 112 Nm | 2006 - 2008 |
| 1.4         | 1.390 cm³ | 4-in-lijn | 16V     | 75 pk    | 126 Nm | 2002 - 2006 |
| 1.4         | 1.390 cm³ | 4-in-lijn | 16V     | 85 pk    | 130 Nm | 2006 - 2008 |
| 1.4         | 1.390 cm³ | 4-in-lijn | 16V     | 100 pk   | 126 Nm | 2002 - 2007 |
| 1.6         | 1.598 cm³ | 4-in-lijn | 16V     | 105 pk   | 153 Nm | 2007 - 2008 |
| 1.8 T FR    | 1.781 cm³ | 4-in-lijn | 20V     | 150 pk   | 220 Nm | 2004 - 2008 |
| 1.8 T Cupra | 1.781 cm³ | 4-in-lijn | 20V     | 180 pk   | 245 Nm | 2004 - 2007 |
| 2.0         | 1.984 cm³ | 4-in-lijn | 8V      | 115 pk   | 170 Nm | 2003 - 2004 |

Diesel
| Type          | Motor     | Motor     | Motor   | Vermogen | Koppel | Jaartal     |
| Type          | Inhoud    | Cilinders | Kleppen | Vermogen | Koppel | Jaartal     |
| ------------- | --------- | --------- | ------- | -------- | ------ | ----------- |
| 1.4 TDI       | 1.422 cm³ | 3-in-lijn | 6V      | 70 pk    | 155 Nm | 2005 - 2008 |
| 1.4 TDI       | 1.422 cm³ | 3-in-lijn | 6V      | 75 pk    | 195 Nm | 2003 - 2005 |
| 1.4 TDI       | 1.422 cm³ | 3-in-lijn | 6V      | 80 pk    | 195 Nm | 2005 - 2007 |
| 1.9 TDI       | 1.896 cm³ | 4-in-lijn | 8V      | 101 pk   | 240 Nm | 2002 - 2008 |
| 1.9 TDI       | 1.896 cm³ | 4-in-lijn | 8V      | 130 pk   | 310 Nm | 2002 - 2008 |
| 1.9 TDI Cupra | 1.896 cm³ | 4-in-lijn | 8V      | 160 pk   | 330 Nm | 2004 - 2007 |

## Vierde generatie (2008 - 2017) Type 6J/6P

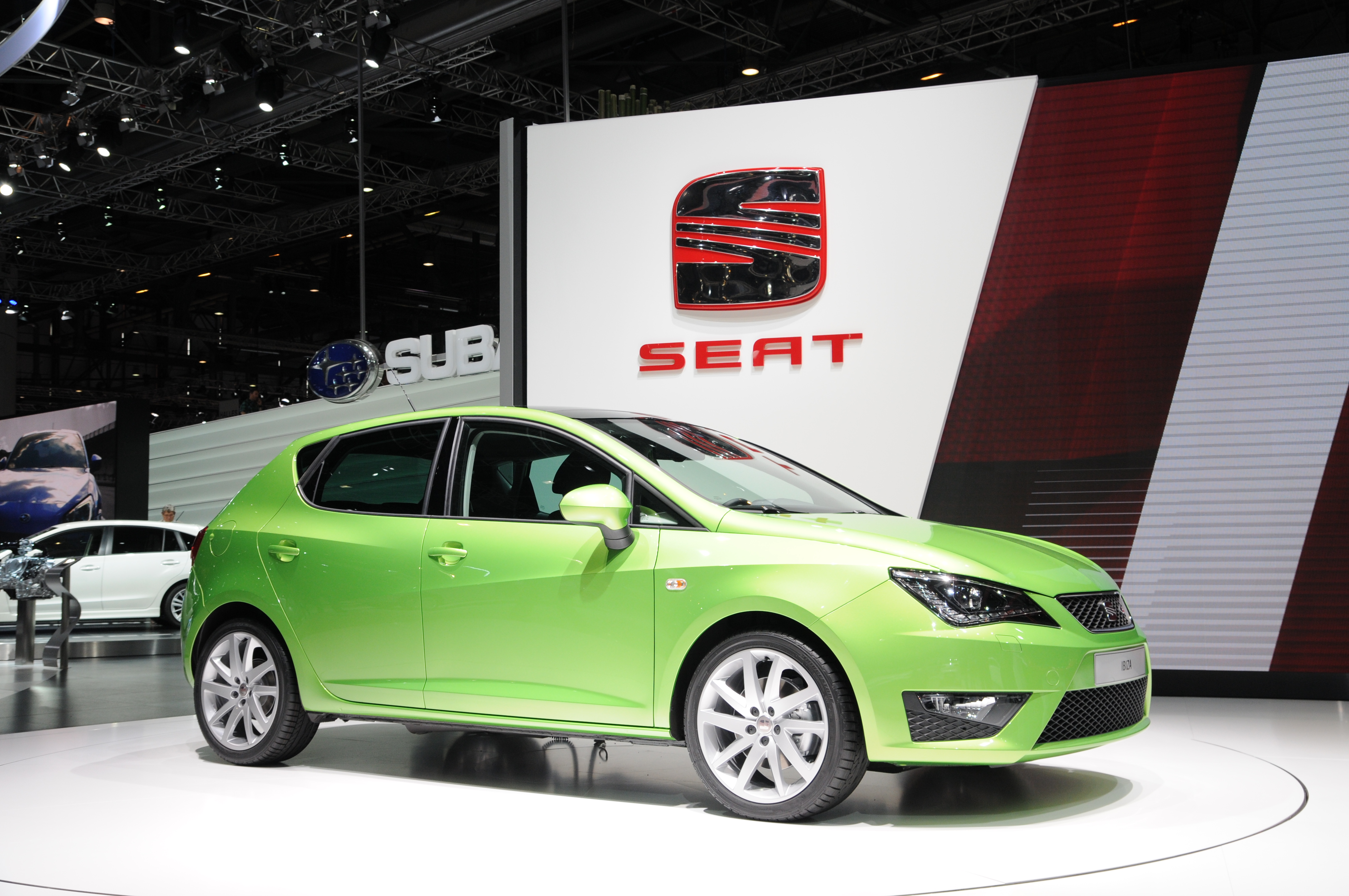
Seat Ibiza facelift 2012

Tijdens de Autosalon van Genève in maart 2008 onthulde Seat de sportcoupé Bocanegra. Enkele maanden later bleek dat de nieuwe driedeurs-versie van de Ibiza erg veel lijkt op dit prototype. In mei presenteerde Seat eerst de vijfdeurs-versie van de nieuwste Ibiza. De driedeurs-versie, op de markt gebracht als 'SC' (Sport Coupe) werd enkele maanden later getoond. Voor het eerst zien beide varianten er anders uit qua model. Beide modellen zijn verkrijgbaar in drie uitrustingsniveaus: Reference, Style en Sport. De nieuwe Ibiza is naast de langer bestaande benzine-varianten tevens leverbaar met de moderne TSI-motoren (met directe brandstofinspuiting en drukvulling), waaronder een 1.2 en 1,4-liter variant. Ook is een zuinige 1.4 liter dieselmotor leverbaar en is in 2010 de oude 1.9 TDI vervangen door een nominaal even sterke 1.6 TDI.
In 2010 is de Ibiza ST geïntroduceerd, ofwel de Ibiza stationwagon. Het model is 18 cm langer dan de hatchbacks en moet daarmee een waardige ‘pakezel’ zijn. Seat leverde de Ibiza ST bij zijn introductie met een zestal motoren; drie benzine en drie diesels. De vermogens lopen uiteen van 60 tot 105 pk. Nieuw voor de Ibiza is de komst van de 1.2 TSI en de 1.2 TDI. Uiteraard bestaat het gamma ook hier uit de Reference, Style en Sport en is er de keuze uit diverse opties en accessoires.
De nieuwe Ibiza, ontworpen door Luc Donckerwolke, staat op hetzelfde platform dat ook wordt gebruikt voor de nieuwste Škoda Fabia en Volkswagen Polo.
Begin 2012 kreeg de Ibiza een lichte facelift. Hierbij veranderde het front en de achterzijde van de auto en werden de lichtunits voorzien van LED-verlichting. Verder verdween de ongeblazen 1.4 motor uit het gamma. Ook het interieur van de Ibiza werd opgefrist. Dit resulteerde in hoogwaardiger materiaal voor het dashboard, een ander stuurwiel, een ander airco bedieningspaneel en andere tellers. Ook is de Ibiza ST nu verkrijgbaar als FR met een 1.4 TSI motor.
In 2015 kreeg het model een tweede facelift. De modelcode veranderde daarmee van 6J naar 6P. Met deze facelift is de 1.2 TSI vervangen door de 1.0 TSI driecilinder. Het interieur kreeg een flinke update met veel onderdelen en opties van de Leon.

### Motoren
Benzine
| Type          | Motor     | Motor     | Motor   | Vermogen | Koppel | Jaartal     |
| Type          | Inhoud    | Cilinders | Kleppen | Vermogen | Koppel | Jaartal     |
| ------------- | --------- | --------- | ------- | -------- | ------ | ----------- |
| 1.2           | 1.198 cm³ | 3-in-lijn | 6V      | 60 pk    | 108 Nm | 2011 - 2014 |
| 1.2           | 1.198 cm³ | 3-in-lijn | 12V     | 70 pk    | 112 Nm | 2008 - 2012 |
| 1.0 MPI       | 999 cm³   | 3-in-lijn | 12V     | 75 pk    | 95 Nm  | 2015 - 2017 |
| 1.4           | 1.390 cm³ | 4-in-lijn | 16V     | 85 pk    | 132 Nm | 2008 - 2012 |
| 1.2 TSI       | 1.197 cm³ | 4-in-lijn | 8V      | 85 pk    | 160 Nm | 2012 - 2015 |
| 1.0 TSI       | 999 cm³   | 3-in-lijn | 12V     | 95 pk    | 160 Nm | 2015 - 2017 |
| 1.6           | 1.598 cm³ | 4-in-lijn | 16V     | 105 pk   | 153 Nm | 2008 - 2010 |
| 1.2 TSI       | 1.197 cm³ | 4-in-lijn | 8V      | 105 pk   | 175 Nm | 2010 - 2015 |
| 1.0 TSI       | 999 cm³   | 3-in-lijn | 12V     | 110 pk   | 200 Nm | 2015 - 2017 |
| 1.4 TSI FR    | 1.390 cm³ | 4-in-lijn | 16V     | 150 pk   | 220 Nm | 2009 - 2017 |
| 1.4 TSI CUPRA | 1.390 cm³ | 4-in-lijn | 16V     | 180 pk   | 250 Nm | 2009 - 2015 |
| 1.8 TSI CUPRA | 1.798 cm³ | 4-in-lijn | 16V     | 192 pk   | 320 Nm | 2015 - 2017 |

Diesel
| Type       | Motor     | Motor     | Motor   | Vermogen | Koppel | Jaartal     |
| Type       | Inhoud    | Cilinders | Kleppen | Vermogen | Koppel | Jaartal     |
| ---------- | --------- | --------- | ------- | -------- | ------ | ----------- |
| 1.4 TDI    | 1.422 cm³ | 3-in-lijn | 6V      | 80 pk    | 195 Nm | 2008 - 2010 |
| 1.2 TDI    | 1.199 cm³ | 3-in-lijn | 12V     | 75 pk    | 180 Nm | 2010 - 2015 |
| 1.9 TDI    | 1.896 cm³ | 4-in-lijn | 8V      | 90 pk    | 210 Nm | 2008 - 2009 |
| 1.6 TDI    | 1.598 cm³ | 4-in-lijn | 16V     | 90 pk    | 210 Nm | 2009 - 2012 |
| 1.4 TDI    | 1.422 cm³ | 3-in-lijn | 12V     | 90 pk    | 230 Nm | 2015 - 2017 |
| 1.9 TDI    | 1.896 cm³ | 4-in-lijn | 8V      | 105 pk   | 240 Nm | 2008 - 2009 |
| 1.6 TDI    | 1.598 cm³ | 4-in-lijn | 16V     | 105 pk   | 250 Nm | 2009 - 2015 |
| 1.4 TDI    | 1.422 cm³ | 3-in-lijn | 12V     | 105 pk   | 250 Nm | 2015 - 2017 |
| 2.0 TDI FR | 1.968 cm³ | 4-in-lijn | 16V     | 143 pk   | 320 Nm | 2010 - 2015 |

## Vijfde generatie (2017 - heden) Type 6F
Op 31 januari 2017 werd de vijfde generatie Ibiza onthuld. Het model staat op het nieuwe MQB A0 platform van de Volkswagen Group en is het eerste model dat gebruik maakt van dat platform. De Seat Ibiza is vanaf april te bestellen in een van vier uitvoeringen: Reference (het basisniveau), Style (de middenmoter), Xcellence (de topuitvoering) en FR (de meest sportieve van het stel.) De Ibiza komt alleen als vijfdeurs op de markt, want die uitvoering zorgt, volgens Seat, voor meer functionaliteit en heeft tegelijkertijd de sportieve uitstraling van een driedeurs.

### Motoren
Benzine
| Type        | Motor     | Motor     | Motor   | Vermogen | Koppel | Jaartal      |
| Type        | Inhoud    | Cilinders | Kleppen | Vermogen | Koppel | Jaartal      |
| ----------- | --------- | --------- | ------- | -------- | ------ | ------------ |
| 1.0 MPI     | 999 cm³   | 3-in-lijn | 12V     | 75 pk    | 95 Nm  | 2017 - 2019  |
| 1.0 MPI     | 999 cm³   | 3-in-lijn | 12V     | 85 pk    | 95 Nm  | 2019 - heden |
| 1.0 EcoTSI  | 999 cm³   | 3-in-lijn | 12V     | 95 pk    | 175 Nm | 2017 - heden |
| 1.0 EcoTSI  | 999 cm³   | 3-in-lijn | 12V     | 115 pk   | 200 Nm | 2017 - heden |
| 1.5 TSI EVO | 1.390 cm³ | 4-in-lijn | 16V     | 150 pk   | 250 Nm | 2017 - 2018  |

Aardgas
| Type    | Motor   | Motor     | Motor   | Vermogen | Koppel | Jaartal     |
| Type    | Inhoud  | Cilinders | Kleppen | Vermogen | Koppel | Jaartal     |
| ------- | ------- | --------- | ------- | -------- | ------ | ----------- |
| 1.0 TGI | 999 cm³ | 3-in-lijn | 12V     | 90 pk    | 160 Nm | 2018 - 2018 |

Diesel
| Type    | Motor     | Motor     | Motor   | Vermogen | Koppel | Jaartal      |
| Type    | Inhoud    | Cilinders | Kleppen | Vermogen | Koppel | Jaartal      |
| ------- | --------- | --------- | ------- | -------- | ------ | ------------ |
| 1.6 TDI | 1.598 cm³ | 4-in-lijn | 16V     | 95 pk    | 250 Nm | 2017 - heden |